# Fältvädd
Fältvädd (Scabiosa columbaria) är en växtart i familjen väddväxter. Den förekommer i stora delar av Europa, från södra Skottland till Estland och söderut. Arten saknas dock på många av medelhavsöarna. I Sverige växer arten allmänt i Skåne och på Öland och Gotland. Den kan dock påträffas sällsynt upp till Uppland. Fältvädd växer på torra och kalkrika marker, i torra backar och på gräshedar. 